# Laurent Tessier (sociologue)
Pour les articles homonymes, voir Laurent Tessier.
 (décembre 2020).
Laurent Tessier est un sociologue français spécialiste de l’éducation au numérique, professeur à l’Institut catholique de Paris.

## Biographie et carrière académique
Laurent Tessier est docteur en sciences sociales de l’université Paris-Sorbonne. Sa thèse de doctorat, soutenue sous la direction du sociologue Raymond Boudon en 2004 portait sur les représentations de la guerre du Vietnam dans le cinéma de fiction américain. Pour les besoins de son enquête auprès de vétérans du Vietnam, il est accueilli en tant que visiting student à l'université Columbia de New York. Il en tire un livre : Vietnam. Un cinéma de l’apocalypse,.
À la suite de son doctorat, il est recruté comme maître de conférences à l’Institut supérieur de pédagogie, faculté d’éducation de l’Institut catholique de Paris. Il y est élu doyen de la faculté de 2007 à 2011 avant d'occuper le poste de vice-recteur de l’Institut catholique de Paris de 2011 à 2017. Il est alors notamment chargé de développer le campus numérique de l'établissement ainsi que différentes innovations pédagogiques.
En 2018, il obtient son habilitation à diriger des recherches à l’université Paris-Descartes où il occupe une position de chercheur associé au sein du laboratoire de sociologie Centre de recherche sur les liens sociaux (CERLIS). L’année suivante, il est nommé professeur à l’Institut Catholique de Paris. Ses enseignements et ses travaux de recherche portent aujourd'hui sur l’éducation au numérique, la culture des jeunes et l’audiovisuel.

## Recherches

### Sociologie des images et du numérique
Ses premières recherches s’inscrivent dans le champ de la sociologie du cinéma et de ses publics. Il s’intéresse particulièrement à la culture audiovisuelle des jeunes et bientôt à leur culture numérique. En 2008, il co-dirige avec le sociologue Razmig Keucheyan un numéro de la revue Critique sur la piraterie, qui interroge notamment le piratage numérique sur Internet avec la montée des réseaux peer-to-peer.

### Éducation au numérique
En 2019, il publie Éduquer au numérique ? Un changement de paradigme (MkF) dans lequel il revient sur les différentes politiques françaises d'éducation au numérique depuis les années 1970 et sur l’influence du modèle américain dit des EdTech. La même année, il co-organise une journée d’études sur la place des écrans à l’école qui donne lieu à une publication : Les dossiers de l'écran. Controverses, paniques morales et usages éducatifs des écrans en co-direction avec Arnaud Saint Martin.
Fort de son expertise, il est invité par différents médias à s'exprimer sur les usages du numérique en éducation. Il soutient par exemple qu'il n'y a pas de hiérarchie qualitative à établir entre le cours magistral à distance et le cours magistral en présence. Il pèse le pour et le contre de la continuité pédagogique mise en place lors de la situation pandémique de 2020/2021. Il précise aussi que l'élève apprend tout aussi bien dans des situations d'enseignement à distance, à condition que la pédagogie qui est mise en œuvre soit bien adaptée (projets, collaboration, convivialité),.

### Humanités numériques
En parallèle, il rejoint  le mouvement des Humanités numériques et il participe à son développement. Au sein de ce mouvement, il interroge les conditions de l'éducation au numérique, mais aussi celles des usages du numérique dans le champ des études littéraires, ainsi que des sciences humaines et sociales,,. Il participe ainsi au Thatcamp Paris en 2015 puis en 2016, il co-organise avec son collègue Michaël Bourgatte Les Humanités numériques pour l’éducation, premier Edcamp à se tenir en France. Un ouvrage multimédia est publié à la suite de ces journées : Quelles humanités numériques pour l'éducation ? (MkF, 2016).

## Publications
- Keucheyan, R. & Tessier, L. (dir.) (2008). « Pirates ! De la piraterie au piratage », Critique, no 733-734.
- Tessier, L. (2009). Vietnam. Un cinéma de l’apocalypse, Paris, Cerf.
- Bourgatte, M., Ferloni, M. & Tessier L. (dir.) (2016). Quelles humanités numériques pour l'éducation ?, Paris, MkF.
- Tessier, L. (2017). « Les humanités numériques : de la recherche à l’éducation », Esprit, 2017/02 (https://esprit.presse.fr/actualites/laurent-tessier/les-humanites-numeriques-de-la-recherche-a-l-education-40185)
- Tessier, L. (2019). Éduquer au numérique ? Un changement de paradigme, Paris, MkF.
- Tessier, L. & Saint Martin, A. (2020). Les Dossiers de l'écran. Controverses, paniques morales et usages éducatifs des écrans, éditions du Croquant.
- Tessier, L. (2020). « Les Humanités Numériques, combien de divisions ? Éléments pour une sociologie critique de curricula d’éducation au numérique en sciences humaines », Zilsel, no 7, p. 355-385 (https://www.cairn.info/revue-zilsel-2020-2-page-355.htm)
- Tessier, L. (2020). « L’enseignement catholique pourrait-il être disrupté par les Gafam ? », La Croix, édition du 10/12/2020 (https://www.la-croix.com/Debats/Lenseignement-catholique-pourrait-etre-disrupte-Gafam-2020-12-10-1201129380)